# Phạm Hoàng Hiệp
Phạm Hoàng Hiệp (sinh năm 1982 tại Hải Dương) là một nhà toán học Việt Nam. Ông được biết đến là giáo sư trẻ nhất được nhà nước phong tại Việt Nam, và là người đạt Giải thưởng Tạ Quang Bửu năm 2015, Giải thưởng Ramanujan năm 2019 với đóng góp nổi bật trong lĩnh vực giải tích phức.

## Sự nghiệp
Phạm Hoàng Hiệp sinh năm 1982, tốt nghiệp ĐH tại Trường ĐH Sư phạm Hà Nội năm 2004, bảo vệ luận án tiến sĩ tại Đại học Umea, Thụy Điển, năm 2008, và luận án tiến sĩ khoa học tại ĐH Aix-Marseille, Pháp, năm 2013.
Ông được nhà nước Việt Nam phong hàm giáo sư năm 2017, là giáo sư được nhà nước phong trẻ nhất tại Việt Nam, trước đó, vào năm 2011 ông cũng là phó giáo sư được phong trẻ nhất.
GS Hiệp là nhà toán học VN ở trong nước đầu tiên có bài đăng trên Acta Mathematica, một trong những tạp chí toán học được xếp hạng cao nhất của cơ sở dữ liệu ISI. Nhờ thành tích nghiên cứu khoa học, GS Hiệp đã được tặng nhiều danh hiệu và giải thưởng như Gương mặt trẻ Việt Nam tiêu biểu năm 2011; Giải thưởng Tạ Quang Bửu dành cho nhà khoa học trẻ năm 2015; Thành viên trẻ của Viện Hàn lâm khoa học thế giới thứ ba (2016 - 2020).
Năm 2019, GS Phạm Hoàng Hiệp đã giành giải thưởng Ramanujan (do Trung tâm Vật lý lý thuyết quốc tế ICTP trao tặng cho các nhà toán học trẻ từ các nước đang phát triển) trị giá 15.000 USD vì có sự đóng góp nổi bật trong lĩnh vực giải tích phức.